# Lijst van gemeenten in Transnistrië
De lijst van gemeenten in Transnistrië bevat de 79 gemeenten, incl. deelgemeenten (localitățile), van Transnistrië:
- Andreevca, incl. Pîcalova en Șmalena
- Beloci
- Bîcioc, incl. Novovladimirovca
- Blijnii Hutor
- Broșteni
- Butor, incl. India
- Butuceni
- Camenca, met de titel orașul (stad), incl. Solnecinoe
- Caragaș
- Carmanova, incl. Cotovca, Fedoseevca en Mocearovca
- Caterinovca, incl. Sadchi
- Cioburciu
- Cobasna, incl. Suhaia Rîbnița en Cobasna, loc. st. cf
- Colosova, incl. Crasnaia Besarabia en Pobeda
- Comisarovca Nouă, incl. Bosca, Coșnița Nouă en Pohrebea Nouă
- Corotna
- Crasnencoe, incl. Dimitrova en Ivanovca
- Crasnîi Octeabri, incl. Alexandrovca
- Crasnîi Vinogradari, incl. Afanasievca, Alexandrovca Nouă, Calinovca en Lunga Nouă
- Crasnoe, met de titel orașul (stad)
- Crasnogorca
- Cuzmin, incl. Voitovca
- Delacău, incl. Crasnaia Gorca
- Dnestrovsc, met de titel orașul (stad)
- Doibani I, incl. Doibani II en Coicova
- Dubăsari, met de titel orașul (stad)
- Dubău, incl. Goianul Nou
- Dzerjinscoe
- Frunză, incl. Andriașevca Nouă, Andriașevca Veche, Novocotovsc, Prioziornoe, Uiutnoe en Novosavițcaia, loc. st. cf
- Ghidirim
- Goian, incl. Iagorlîc
- Grigoriopol, met de titel orașul (stad), incl. Crasnoe
- Haraba
- Harmațca
- Hîrjău, incl. Mihailovca Nouă en Sărăței
- Hîrtop, incl. Bruslachi, Marian en Mocreachi
- Hlinaia (Grigoriopol)
- Hlinaia (Slobozia)
- Hristoforovca
- Hrușca, incl. Frunzăuca
- Jura
- Lenin, incl. Pervomaisc, Pobeda en Stanislavca
- Lunga
- Maiac, met de titel orașul (stad)
- Mălăiești, incl. Cernița
- Mihailovca
- Mocra, incl. Basarabca, Șevcenco en Zaporojeț
- Molochișul Mare
- Nezavertailovca
- Ocnița
- Ofatinți, incl. Novaia Jizni
- Parcani
- Pervomaisc
- Plopi
- Podoima, incl. Podoimița
- Popencu, incl. Chirov, Vladimirovca en Zăzuleni
- Rașcov, incl. Iantarnoe
- Rîbnița, met de titel orașul (stad)
- Rotari, incl. Bodeni en Socolovca
- Severinovca
- Șipca, incl. Vesioloe
- Slobozia, met de titel orașul (stad)
- Slobozia-Rașcov
- Sovietscoe, incl. Vasilievca
- Speia
- Stroiești
- Sucleia
- Tașlîc
- Teiu, incl. Tocmagiu
- Țîbuleuca
- Tiraspol, met de titel municipiul (grote stad)
- Tiraspolul Nou, met de titel orașul (stad)
- Tîrnauca
- Ulmu, incl. Ulmul Mic en Lîsaia Gora
- Vadul Turcului, incl. Molochișul Mic
- Valea Adîncă, incl. Constantinovca
- Vărăncău, incl. Buschi en Gherșunovca
- Vinogradnoe
- Vladimirovca, incl. Constantinovca en Nicolscoe.